# Дайрэнская конференция
Дайрэнская конференция 1921—1922 годов — конференция представителей Дальневосточной республики (ДВР) и Японской империи, проходила в г. Дайрэн (Далянь) с перерывами с 26 августа 1921 по 16 апреля 1922 года.
Была созвана для обсуждения взаимоотношений обеих сторон — в частности, вопроса об эвакуации японских войск с Северного Сахалина, из Приморья и Николаевска-на-Амуре.
Делегация ДВР на первых же заседаниях заявила, что основным вопросом конференции считает эвакуацию японских войск и признание Японией суверенитета ДВР. Взамен ДВР была готова пойти навстречу экономическим интересам Японии и предоставить ей рыболовные концессии.
В ответ Япония потребовала от ДВР:
- уничтожить все военные укрепления на границе с Кореей и на Владивостокском побережье ДВР;
- уничтожить военный флот в Тихом океане и никогда впредь не иметь его в этих водах;
- признать свободу проживания и передвижения японских военных чиновников в ДВР;
- приравнять права японских подданных в области торговли, ремесла и промыслов к правам подданных ДВР;
- отказаться на своей территории от коммунистического режима «на веки вечные»;
- признать право плавания судов под японским флагом по рекам Амур и Сунгари;
- передать Японии Северный Сахалин в аренду на 80 лет.

Взамен Япония обещала эвакуировать войска из Приморья в срок, который она сочтёт удобным для себя.
Делегация ДВР отвергла японский проект, согласившись обсуждать лишь статьи, не «затрагивающие суверенитет и внутреннюю жизнь ДВР».
12 декабря 1921 года японская делегация прервала работу конференции, выжидая результатов Вашингтонской конференции 1921—1922 и наступления русских белогвардейцев на ДВР.
Неудача японской дипломатии на Вашингтонской конференции и разгром белогвардейцев у Волочаевки вынудили Японию возобновить переговоры в Дайрэне в конце марта 1922 года, отказавшись от основных пунктов своего предложения.
15 апреля, однако, японская делегация пошла на срыв переговоров и на следующий день покинула конференцию.